# Puerto Ricaans honkbalteam

Vlag van Puerto Rico.

Het Puerto Ricaans honkbalteam is het nationale honkbalteam van Puerto Rico. Het team vertegenwoordigt Puerto Rico tijdens internationale wedstrijden. Het team werd wereldkampioen in 1951. De managers zijn Eduardo Pérez en José Oquendo.
Het Puerto Ricaans honkbalteam hoort bij de Pan-Amerikaanse Honkbal Confederatie (COPABE).

## Kampioenschappen

### Olympische Spelen
Puerto Rico was een van de acht deelnemende landen op de Olympische Spelen van 1988 (in Seoel) toen de sport als demonstratiesport op het programma stond, ze werden derde op dit toernooi. 
Aan de vijf officiële olympische edities (1992-2008) werd alleen aan de editie van 1992 (in Barcelona) deelgenomen, hier eindigde het team op de vijfde plaats.
| Editie    | 1988 | 1992 |
| Prestatie | 3e   | 5e   |

### Wereldkampioenschappen
Aan de wereldkampioenschappen werd 27x deelgenomen (op 39 edities). Hierbij werden negen medailles behaald (1-4-4).
| Editie    | 1938   | 1939   | 1940 | 1941   | 1942 | 1943 | 1944 | 1945 | 1947   | 1948   | 1950 | 1951 | 1952  | 1953 | 1961 | 1965  | 1969 | 1970  | 1971 | 1972 |
| Prestatie | -      | -      | 6e   | 8e     | -    | -    | 8e   | -    | Zilver | Zilver | 8e   | Goud | Brons | 6e   | -    | Brons | 7e   | Brons | 4e   | 6e   |
|           |        |        |      |        |      |      |      |      |        |        |      |      |       |      |      |       |      |       |      |      |
| Editie    | 1973*  | 1973** | 1974 | 1976   | 1978 | 1980 | 1982 | 1984 | 1986   | 1988   | 1990 | 1994 | 1998  | 2001 | 2003 | 2005  | 2007 | 2009  | 2011 |      |
| Prestatie | Zilver | Brons  | 6e   | Zilver | -    | 8e   | -    | 8e   | 8e     | 6e     | 4e   | 11e  | -     | -    | -    | 8e    | -    | 4e    | 9e   |      |

*  WK in Cuba, ** WK in Nicaragua, - = geen deelname 

### World Baseball Classic
Puerto Rico nam deel aan alle edities van de World Baseball Classic. In 2006 en 2009 kwamen ze beide keren niet verder dan de tweede ronde. In 2013 bereikten ze de finale waarin van de Dominicaanse Republiek werd verloren. Ook in 2017 was het een zilveren medaille.
| Editie    | 2006 | 2009 | 2013   | 2017   | 2023 |
| Prestatie | 5e   | 5e   | Zilver | Zilver | 7e   |

### Pan-Amerikaanse Spelen
Puerto Rico kwam zeven keer op het podium op de Pan-Amerikaanse Spelen, ze behaalde één keer de eerste plaats, in 2019.
| Editie    | 1951   | 1955  | 1959   | 1963 | 1967  | 1971 | 1975 | 1979  | 1983 | 1987  |
| Prestatie | -      | -     | Zilver | -    | Brons | 5e   | 8e   | Brons | 9e   | Brons |
|           |        |       |        |      |       |      |      |       |      |       |
| Editie    | 1991   | 1995  | 1999   | 2003 | 2007  | 2011 | 2015 | 2019  | 2023 |       |
| Prestatie | Zilver | Brons | -      | -    | -     | 7e   | 4e   | Goud  | TBD  |       |

-  = geen deelname 

### Intercontinental Cup
Puerto Rico won één zilveren en één bronzen medaille op de Intercontinental Cup.
| Editie    | 1973   | 1989  |
| Prestatie | Zilver | Brons |